# Calle del Teniente Ochoa

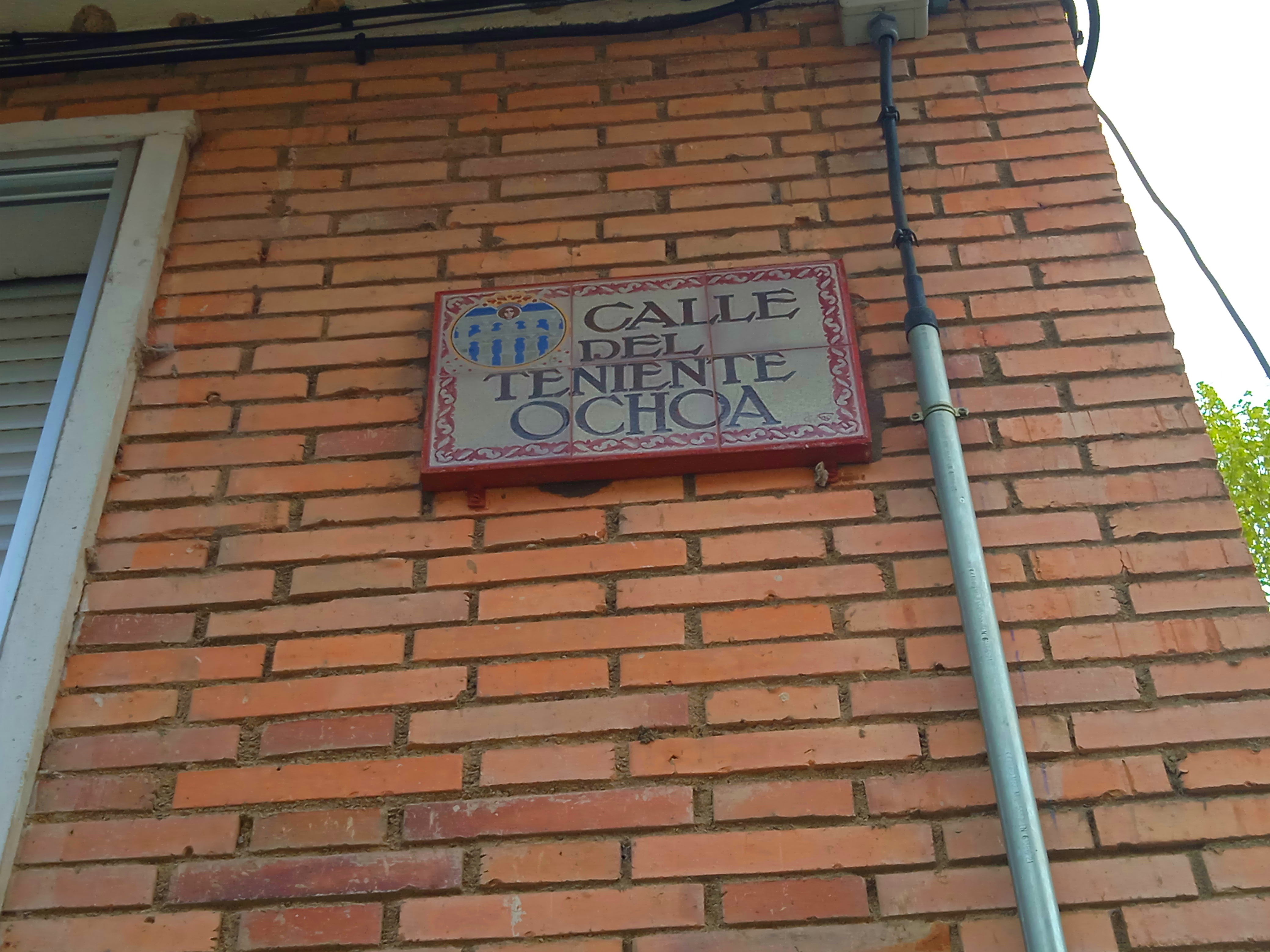
Letrero de la calle del Teniente Ochoa

La calle del Teniente Ochoa es una vía pública de la ciudad española de Segovia.

## Descripción
La vía, que se conoció en el pasado como «calle de Caballares», honra con el título actual al militar José Ochoa y Pérez, natural de Segovia y muerto en combate en Melilla en 1909. Discurre desde la plaza del Doctor Gila hasta el paseo de Ezequiel González. Aparece descrita en Las calles de Segovia (1918) de Mariano Sáez y Romero con las siguientes palabras:

Teniente Ochoa.—Desde la calle del Carmen llega esta vía hasta el Paseo Nuevo y en su comienzo es conocida más comunmente, aunque no lleve este título, como plazuela de San Millán. El nombre que se ha acordado que lleve esta calle recuerda a este bravo muchacho D. José Ochoa y Pérez, hijo de Segovia, que recién salido de la Academia de Infantería, fué destinado a la campaña de Melilla en 1909, cuando los ataques rifeños a aquella parte de nuestro territorio en Marruecos y que precisó por parte del Gobierno el envío de muchas fuerzas para rechazar la agresión. José Ochoa partió entusiasmado a castigar a los que atacaban a su Patria y en su primer encuentro con los marroquíes entregó gloriosamente su vida en 24 de julio de dicho año, muriendo como saben morir los que tienen conciencia de su deber. Antes se designaba la calle de Caballares, de caballar corrupción y derivado de caballería, por ser muchas las que pasan y se estacionan en su trayecto, de los labriegos de los pueblos de Fuentemillanos y siguientes hasta Villacastín, y vencedores de tierra de Ávila que traen fruta al mercado, y dicho popular de Caballares que era el corriente en la barriada. A la terminación de la calle está la célebre taberna y casa de comidas de Cielo Hermoso, persona popular y muy conocida en la época tan movida del 68 al 80, y en dicha casa se daban a últimos del siglo animados bailes de modistas y oficiales de todas clases.
(Sáez y Romero, 1918, pp. 185-186)